# Rundblättrige Zwergmispel
Die Rundblättrige Zwergmispel (Cotoneaster rotundifolius) ist ein immergrüner, bis 4 Meter hoher Strauch mit stumpfroten Früchten aus der Gruppe der Kernobstgewächse (Pyrinae). Das natürliche Verbreitungsgebiet der Art liegt im Himalaya-Gebiet. Sie wird nur sehr selten als Zierpflanze verwendet.

## Beschreibung
Die Rundblättrige Zwergmispel ist ein immergrüner, bis 4 Meter hoher Strauch mit in langen Bögen überneigenden Zweigen. Die Zweige sind grau- bis schwarzbraun, anfangs gelblich angedrückt zottig behaart und bald verkahlend. Die Laubblätter sind in Blattstiel und Blattspreite gegliedert. Der Blattstiel ist 1 bis 3 Millimeter lang und fein behaart. Die Nebenblätter sind fein behaart, bleibend oder früh abfallend. Die Blattspreite ist einfach, breit-eiförmig oder rundlich, 8 bis 20 Millimeter lang und 6 bis 10 Millimeter breit, mit stumpfer oder ausgerandeter, manchmal spitzer und stachelspitziger Blattspitze und mit breit keilförmiger oder gerundeter Basis. Die Blattoberseite ist matt glänzend dunkelgrün, kahl oder selten fein behaart; die Unterseite ist graugrün und fein behaart.
Die Blütenstände bestehen aus 1 bis 3 Blüten. Die Tragblätter sind linealisch-lanzettlich und fallen bald ab. Die Blütenstiele sind behaart und 2 bis 4 Millimeter lang. Die Blüten haben Durchmesser von etwa 10 Millimeter. Der Blütenbecher ist glockenförmig und an der Außenseite fein behaart. Die Kelchblätter sind dreieckig und spitz. Die Kronblätter stehen waagrecht, sie sind weiß oder rötlich gefärbt, breit eiförmig oder verkehrt-eiförmig, 4 bis 5 Millimeter lang und beinahe so breit, mit stumpfer oder ausgerandeter Spitze und sehr kurz genagelter Basis. Die etwa 20 Staubblätter sind gleich lang oder etwas kürzer als die Kronblätter. Die Spitze des Fruchtknotens ist fein behaart. Die zwei bis drei freistehenden Griffel sind gleich lang oder etwas kürzer als die Staubblätter. Die roten, verkehrt-eiförmigen Früchte haben Durchmesser von 7 bis 9 Millimeter. Je Frucht werden zwei oder drei Kerne gebildet. Die Rundblättrige Zwergmispel blüht von Mai bis Juni, die Früchte reifen von August bis September.
Die Chromosomenzahl beträgt 2n = 68.

## Vorkommen und Standortansprüche
Das natürliche Verbreitungsgebiet liegt im Westen der chinesischen Provinz Sichuan, im Südosten von Xizang und im Nordwesten von Yunnan. Außerhalb von China findet man sie in Bhutan, Nepal und im Norden von Indien. Die Rundblättrige Zwergmispel wächst in kühlfeuchten Wäldern und auf grasigen Hängen in 1200 bis 4000 Metern Höhe auf mäßig trockenen bis frischen, schwach sauren bis alkalischen, nicht zu nährstoffreichen Böden an sonnigen bis lichtschattigen Standorten. Die Art ist meist frosthart.

## Systematik
Die Rundblättrige Zwergmispel (Cotoneaster rotundifolius) ist eine Art aus der Gattung der Zwergmispeln (Cotoneaster). Sie wird in der Familie der Rosengewächse (Rosaceae) der Unterfamilie Spiraeoideae, Tribus Pyreae der Untertribus der Kernobstgewächse (Pyrinae) zugeordnet. Die Art wurde 1829 von John Lindley als Cotoneaster rotundifolia erstmals wissenschaftlich gültig beschrieben. Der Gattungsname Cotoneaster leitet sich vom lateinischen „cotoneum malum“ für die Quitte (Cydonia oblonga) ab. Die Endung „aster“ ist eine Vergröberungsform für Pflanzengruppen, die im Vergleich zu ähnlichen Gruppen als minderwertig betrachtet werden. Das Artepitheton rotundifolius kommt aus dem Lateinischen, rotundus bedeutet „rund“ und -folius „-blättrig“, zusammen also „rundblättrig“.

## Verwendung
Die Rundblättrige Zwergmispel wird sehr selten als Zierstrauch verwendet.

## Nachweise